# Campeonato Universal del CMLL (2014)
El Campeonato Universal 2014 fue la sexta edición del Campeonato Universal del CMLL, un torneo de lucha libre profesional producido por el CMLL que se llevó a cabo del 15 al 29 de agosto de 2014 en la Arena México de la Ciudad de México.

## Desarrollo

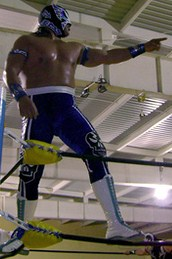
Último Guerrero es el sexto ganador del Campeonato Universal del CMLL 2014, siendo la segunda vez consecutiva desde 2009.

El torneo se desarrolló por medio de una competición a eliminación directa, donde La Sombra resultó ser el ganador de la primera eliminatoria, que se realizó el 15 de agosto y en la segunda eliminatoria realizada el 22 de agosto Último Guerrero obtuvo la victoria.
La final del torneo fue el 29 de agosto, donde Último Guerrero derrotó a La Sombra, convirtiéndose así en el ganador de Campeonato Universal 2014  y el único luchador en obtener el campeonato en dos ocasiones.

## Participantes
| Luchador        | Campeonato                                                            |
| --------------- | --------------------------------------------------------------------- |
| Diamante Azul   | Campeonato Mundial Histórico de Peso Semicompleto de la NWA           |
| Dragón Rojo Jr. | Campeonato Mundial de Peso Medio del CMLL                             |
| El Terrible     | Campeonato Mundial de Peso Completo del CMLL                          |
| Euforia         | Campeonato Mundial de Tríos del CMLL                                  |
| Felino          | Campeonato Nacional de Tríos                                          |
| La Sombra       | Campeonato Mundial Histórico de Peso Medio de la NWA                  |
| Mephisto        | Campeonato Nacional de Peso Semicompleto                              |
| Mr. Niebla      | Campeonato Nacional de Tríos                                          |
| Negro Casas     | Campeonato Nacional de Tríos / Campeonato Mundial de Parejas del CMLL |
| Niebla Roja     | Campeonato Mundial de Tríos del CMLL                                  |
| Rey Escorpión   | Campeonato Mundial de Peso Semicompleto del CMLL                      |
| Shocker         | Campeonato Mundial de Parejas del CMLL                                |
| Titán           | Campeonato Nacional de Peso Wélter                                    |
| Último Guerrero | Campeonato Mundial de Tríos del CMLL                                  |
| Volador Jr.     | Campeonato Mundial Histórico de Peso Wélter de la NWA                 |
| Virus           | Campeonato Mundial de Peso Ligero del CMLL                            |

## Torneo
|  | Primera ronda   | Primera ronda   | Primera ronda   |                 |                 | Cuartos de final | Cuartos de final | Cuartos de final |   |  | Semifinales | Semifinales | Semifinales |  |  | Final | Final | Final |  |
|  |                 |                 |                 |                 |                 |                  |                  |                  |   |  |             |             |             |  |  |       |       |       |  |
|  |                 |                 |                 |                 |                 |                  |                  |                  |   |  |             |             |             |  |  |       |       |       |  |
|  | Euforia         | Euforia         | W               |                 |                 |                  |                  |                  |   |  |             |             |             |  |  |       |       |       |  |
|  | Euforia         | Euforia         | W               |                 |                 |                  |                  |                  |   |  |             |             |             |  |  |       |       |       |  |
|  | El Terrible     |                 |                 |                 |                 |                  |                  |                  |   |  |             |             |             |  |  |       |       |       |  |
|  |                 | Euforia         |                 |                 |                 |                  |                  |                  |   |  |             |             |             |  |  |       |       |       |  |
|  |                 |                 |                 |                 |                 |                  |                  |                  |   |  |             |             |             |  |  |       |       |       |  |
|  |                 |                 | Shocker         | Shocker         | W               |                  |                  |                  |   |  |             |             |             |  |  |       |       |       |  |
|  | Felino          |                 | Shocker         | Shocker         | W               |                  |                  |                  |   |  |             |             |             |  |  |       |       |       |  |
|  |                 |                 |                 |                 |                 |                  |                  |                  |   |  |             |             |             |  |  |       |       |       |  |
|  | Shocker         | Shocker         | W               |                 |                 |                  |                  |                  |   |  |             |             |             |  |  |       |       |       |  |
|  | Shocker         | Shocker         | W               |                 |                 |                  | Shocker          |                  |   |  |             |             |             |  |  |       |       |       |  |
|  |                 |                 |                 |                 |                 |                  |                  |                  |   |  |             |             |             |  |  |       |       |       |  |
|  |                 |                 | La Sombra       | La Sombra       | W               |                  |                  |                  |   |  |             |             |             |  |  |       |       |       |  |
|  | Rey Escorpión   |                 | La Sombra       | La Sombra       | W               |                  |                  |                  |   |  |             |             |             |  |  |       |       |       |  |
|  |                 |                 |                 |                 |                 |                  |                  |                  |   |  |             |             |             |  |  |       |       |       |  |
|  | La Sombra       | La Sombra       | W               |                 |                 |                  |                  |                  |   |  |             |             |             |  |  |       |       |       |  |
|  | La Sombra       | La Sombra       | W               |                 | La Sombra       | La Sombra        | W                |                  |   |  |             |             |             |  |  |       |       |       |  |
|  |                 |                 |                 |                 | La Sombra       | La Sombra        | W                |                  |   |  |             |             |             |  |  |       |       |       |  |
|  |                 |                 | Negro Casas     |                 |                 |                  |                  |                  |   |  |             |             |             |  |  |       |       |       |  |
|  | Mephisto        |                 |                 |                 |                 |                  |                  |                  |   |  |             |             |             |  |  |       |       |       |  |
|  |                 |                 |                 |                 |                 |                  |                  |                  |   |  |             |             |             |  |  |       |       |       |  |
|  | Negro Casas     | Negro Casas     | W               |                 |                 |                  |                  |                  |   |  |             |             |             |  |  |       |       |       |  |
|  | Negro Casas     | Negro Casas     | W               |                 |                 |                  |                  |                  |   |  |             | La Sombra   |             |  |  |       |       |       |  |
|  |                 |                 |                 |                 |                 |                  |                  |                  |   |  |             |             |             |  |  |       |       |       |  |
|  |                 |                 | Último Guerrero | Último Guerrero | W               |                  |                  |                  |   |  |             |             |             |  |  |       |       |       |  |
|  | Mr. Niebla      |                 | Último Guerrero | Último Guerrero | W               |                  |                  |                  |   |  |             |             |             |  |  |       |       |       |  |
|  |                 |                 |                 |                 |                 |                  |                  |                  |   |  |             |             |             |  |  |       |       |       |  |
|  | Último Guerrero | Último Guerrero | W               |                 |                 |                  |                  |                  |   |  |             |             |             |  |  |       |       |       |  |
|  | Último Guerrero | Último Guerrero | W               |                 | Último Guerrero | Último Guerrero  | W                |                  |   |  |             |             |             |  |  |       |       |       |  |
|  |                 |                 |                 |                 | Último Guerrero | Último Guerrero  | W                |                  |   |  |             |             |             |  |  |       |       |       |  |
|  |                 |                 | Dragón Rojo Jr. |                 |                 |                  |                  |                  |   |  |             |             |             |  |  |       |       |       |  |
|  | Dragón Rojo Jr. | Dragón Rojo Jr. | W               |                 |                 |                  |                  |                  |   |  |             |             |             |  |  |       |       |       |  |
|  | Dragón Rojo Jr. | Dragón Rojo Jr. | W               |                 |                 |                  |                  |                  |   |  |             |             |             |  |  |       |       |       |  |
|  | Virus           |                 |                 |                 |                 |                  |                  |                  |   |  |             |             |             |  |  |       |       |       |  |
|  |                 |                 |                 |                 |                 |                  | Último Guerrero  | Último Guerrero  | W |  |             |             |             |  |  |       |       |       |  |
|  |                 |                 |                 |                 |                 |                  |                  |                  | W |  |             |             |             |  |  |       |       |       |  |
|  |                 |                 | Volador Jr.     |                 |                 |                  |                  |                  |   |  |             |             |             |  |  |       |       |       |  |
|  | Diamante Azul   | Diamante Azul   | W               |                 |                 |                  |                  |                  |   |  |             |             |             |  |  |       |       |       |  |
|  | Diamante Azul   | Diamante Azul   | W               |                 |                 |                  |                  |                  |   |  |             |             |             |  |  |       |       |       |  |
|  | Niebla Roja     |                 |                 |                 |                 |                  |                  |                  |   |  |             |             |             |  |  |       |       |       |  |
|  |                 | Diamante Azul   |                 |                 |                 |                  |                  |                  |   |  |             |             |             |  |  |       |       |       |  |
|  |                 |                 |                 |                 |                 |                  |                  |                  |   |  |             |             |             |  |  |       |       |       |  |
|  |                 |                 | Volador Jr.     | Volador Jr.     | W               |                  |                  |                  |   |  |             |             |             |  |  |       |       |       |  |
|  | Titán           |                 | Volador Jr.     | Volador Jr.     | W               |                  |                  |                  |   |  |             |             |             |  |  |       |       |       |  |
|  |                 |                 |                 |                 |                 |                  |                  |                  |   |  |             |             |             |  |  |       |       |       |  |
|  | Volador Jr.     | Volador Jr.     | W               |                 |                 |                  |                  |                  |   |  |             |             |             |  |  |       |       |       |  |
|  | Volador Jr.     | Volador Jr.     | W               |                 |                 |                  |                  |                  |   |  |             |             |             |  |  |       |       |       |  |
|  |                 |                 |                 |                 |                 |                  |                  |                  |   |  |             |             |             |  |  |       |       |       |  |